# Onekama
Onekama är en ort (village) i Manistee County i Michigan. Vid 2010 års folkräkning hade Onekama 411 invånare.